# Dicranoloma subassimile
Dicranoloma subassimile är en bladmossart som beskrevs av Ferdinand François Gabriel Renauld 1909. Dicranoloma subassimile ingår i släktet Dicranoloma och familjen Dicranaceae. Inga underarter finns listade i Catalogue of Life.